# Патриција Ређани
Патриција Ређани Мартинели (итал. Patrizia Reggiani Martinelli; Вињола, 2. децембар 1948) бивша је супруга Мауриција Гучи. Током 1980-их, била је удата за Гучија, била је богата италијанска друштвена личност и личност високе моде. Крајем 1998, Мартинели је прошла кроз скандалозно суђење које је помно пратила италијанска јавност због наручивања убиства њеног бившег мужа.

## Рани живот и брак са Маурицијом Гучијем
Патризиа Мартинелли рођена је у Вињоли. Као кћерка праље, Патриција је одрасла сиромашно. Са 12 година, њена мајка је побегла од сиромаштва удавши се за богатог предузетника Фердинанда Ређанија, који је касније усвојио Патрицију. Године 1973, удала се за Мауриција Гучија, са којим је имала две ћерке, Алегру и Алесандру. Почетком 1980-их, пар је живео у луксузном пентхаусу у Олимпијском торњу у Њујорку, који им је поклонио Родолфо Гучи.
Године 1985, Гучи јој је рекао да иде на кратак пословни пут. Следећег дана, Гучи је послао пријатеља да каже Патрицији да се неће вратити и да је брак завршен. Пар се званично развео 1991. године. У оквиру нагодбе, Патриција Ређани је наплатила еквивалент од 500.000 долара годишње алиментације. Године 1992, дијагностикован јој је тумор на мозгу, који је уклоњен без икаквих негативних последица.

## Убиство бившег мужа
Дана 27. марта 1995, Ређаниног бившег мужа је убио убица на степеницама испред његове канцеларије када је стигао на посао. На дан када је убијен, Ређани је у свој дневник записала једну реч: „paradeisos”, грчка реч за рај. Дана 31. јануара 1997, Патриција Ређани је ухапшена и оптужена за ангажовање убице која је убила њеног бившег мужа Мауриција Гучија. Суђење је изазвало велико интересовање медија, а штампа ју је назвала „Црна Удовица”. Према тужиоцима, Ређанин мотив био је мешавина љубоморе, финансијских разлога и огорчености према бившем мужу. Тврдили су да жели контролу над имањем Гучија и да жели да спречи свог бившег мужа да  ожени  његову нову партнерку, Паолу Франчи. Предстојећи брак би јој преполовио алиментацију.
Утврђено је да је Ређани преко посредника (Џузепина „Пина” Ауријема) ангажовала убицу, власника пицерије задуженог у дуговима. Године 1998, Патриција Ређани је осуђена на 29 година затвора због организовања убиства. Њене ћерке су тражиле да се њена осуда поништи, тврдећи да је тумор на мозгу утицао на њену личност. Апелациони суд у Милану је 2000. године потврдио осуђујућу пресуду, али је казну смањио на 26 година. Исте године, Ређани је покушала извршити самоубиство обесивши се за пертле, али су је пронашли затворски чувари.
У октобру 2011. године, добила је условни отпуст у оквиру програма за ослобађање од посла, али је одбила рекавши „Никада у животу нисам радила и сигурно нећу почети сада”. Уз заслуге за лепо понашање, пуштена је у октобру 2016. након што је одслужила 18 година. Године 2017, на основу споразума из 1993, додељен јој је ануитет од 900.000 фунти са Гучијевог имања и 16 милиона фунти заосталих отплата за време проведено у затвору. Наредба је донета против имања њеног бившег мужа; њени администратори, њене две ћерке, неуспешно су се жалиле на ту наредбу.

## У популарној култури
У новембру 2019, најављен је филм Гучијеви (2021), темељен на Ређанином браку и убиству њеног бившег мужа, са Лејди Гагом која је приказује, редитеља Ридлија Скота. У марту 2021, супротне раније изјаве у вези њеног обожавања уметнице, Ређани је изразила љутњу што се Гага није срела са њом пре него што је прихватила улогу.